# NBA Draft 2020
De NBA Draft 2020 werd gehouden op 18 november 2020 en werd door het Coronavirus online via videocall gedaan. Er waren twee rondes waarin telkens 30 spelers werden gekozen voor een totaal van 60 spelers. De eerste speler werd gekozen door Minnesota Timberwolves en was Anthony Edwards. Zoals elk jaar werd er ook dit jaar veel geruild en spelers wisselden geregeld van club voordat de draft werd gefinaliseerd. 

## Draft
| Ronde | Pick | Speler               | Positie | Nationaliteit | Team                   | School / Club              |
| ----- | ---- | -------------------- | ------- | ------------- | ---------------------- | -------------------------- |
| 1     | 1    | Anthony Edwards      | SG      | USA           | Minnesota Timberwolves | Georgia Bulldogs           |
| 1     | 2    | James Wiseman        | C       | USA           | Golden State Warriors  | Memphis Tigers             |
| 1     | 3    | LaMelo Ball          | PG      | USA           | Charlotte Hornets      | Illawarra Hawks            |
| 1     | 4    | Patrick Williams     | SF      | USA           | Chicago Bulls          | Florida State Seminoles    |
| 1     | 5    | Isaac Okoro          | SF      | USA           | Cleveland Cavaliers    | Auburn Tigers              |
| 1     | 6    | Onyeka Okongwu       | PF      | USA           | Atlanta Hawks          | USC Trojans                |
| 1     | 7    | Killian Hayes        | PG      | FRA           | Detroit Pistons        | ratiopharm Ulm             |
| 1     | 8    | Obi Toppin           | PF      | USA           | New York Knicks        | Dayton Flyers              |
| 1     | 9    | Deni Avdija          | SF      | ISR           | Washington Wizards     | Maccabi Tel Aviv           |
| 1     | 10   | Jalen Smith          | PF/C    | USA           | Phoenix Suns           | Maryland Terrapins         |
| 1     | 11   | Devin Vassell        | SG      | USA           | San Antonio Spurs      | Florida State Seminoles    |
| 1     | 12   | Tyrese Haliburton    | PG      | USA           | Sacramento Kings       | Iowa State Cyclones        |
| 1     | 13   | Kira Lewis           | PG      | USA           | New Orleans Pelicans   | Alabama Crimson Tide       |
| 1     | 14   | Aaron Nesmith        | SF      | USA           | Boston Celtics         | Vanderbilt Commodores      |
| 1     | 15   | Cole Anthony         | PG      | USA           | Orlando Magic          | North Carolina Tar Heels   |
| 1     | 16   | Isaiah Stewart       | PF/C    | USA           | Portland Trail Blazers | Washington Huskies         |
| 1     | 17   | Aleksej Pokuševski   | SF/PF   | SRB           | Minnesota Timberwolves | Olympiakos Piraeus         |
| 1     | 18   | Josh Green           | SG      | AUS           | Dallas Mavericks       | Arizona Wildcats           |
| 1     | 19   | Saddiq Bey           | SF      | USA           | Brooklyn Nets          | Villanova Wildcats         |
| 1     | 20   | Precious Achiuwa     | PF      | NGR           | Miami Heat             | Memphis Tigers             |
| 1     | 21   | Tyrese Maxey         | PG      | USA           | Philadelphia 76ers     | Kentucky Wildcats          |
| 1     | 22   | Zeke Nnaji           | PF/C    | USA           | Denver Nuggets         | Arizona Wildcats           |
| 1     | 23   | Leandro Bolmaro      | SF      | ARG           | New York Knicks        | FC Barcelona               |
| 1     | 24   | Roderick Hampton     | SG      | USA           | Milwaukee Bucks        | New Zealand Breakers       |
| 1     | 25   | Immanuel Quickley    | PG      | USA           | Oklahoma City Thunder  | Kentucky Wildcats          |
| 1     | 26   | Payton Pritchard     | PG      | USA           | Boston Celtics         | Oregon Ducks               |
| 1     | 27   | Udoka Azubuike       | C       | NGR           | Utah Jazz              | Kansas Jayhawks            |
| 1     | 28   | Jaden McDaniels      | SF      | USA           | Los Angeles Lakers     | Washington Huskies         |
| 1     | 29   | Malachi Flynn        | PG      | USA           | Toronto Raptors        | San Diego State Aztecs     |
| 1     | 30   | Desmond Bane         | SG      | USA           | Boston Celtics         | TCU Horned Frogs           |
| 2     | 31   | Tyrell Terry         | PG      | USA           | Dallas Mavericks       | Stanford Cardinal          |
| 2     | 32   | Vernon Carey Jr.     | PF      | USA           | Charlotte Hornets      | Duke Blue Devils           |
| 2     | 33   | Daniel Oturu         | C       | USA           | Minnesota Timberwolves | Minnesota Golden Gophers   |
| 2     | 34   | Théo Maledon         | PG      | FRA           | Philadelphia 76ers     | ASVEL Villerbaunne         |
| 2     | 35   | Xavier Tillman       | PF      | USA           | Sacramento Kings       | Michigan State Spartans    |
| 2     | 36   | Tyler Bey            | SF      | USA           | Philadelphia 76ers     | Colorado Buffaloes         |
| 2     | 37   | Vít Krejčí           | PG      | CZE           | Washington Wizards     | Casademont Zaragoza        |
| 2     | 38   | Saben Lee            | PG      | USA           | Utah Jazz              | Vanderbilt Commodores      |
| 2     | 39   | Elijah Hughes        | SF      | USA           | New Orleans Pelicans   | Syracuse Orange            |
| 2     | 40   | Robert Woodard II    | SF      | USA           | Memphis Grizzlies      | Mississippi State Bulldogs |
| 2     | 41   | Tre Jones            | PG      | USA           | San Antonio Spurs      | Duke Blue Devils           |
| 2     | 42   | Nick Richards        | C       | JAM           | New Orleans Pelicans   | Kentucky Wildcats          |
| 2     | 43   | Jahmi'us Ramsey      | SG      | USA           | Sacramento Kings       | Texas Tech Red Raiders     |
| 2     | 44   | Marko Simonović      | C       | MNE           | Chicago Bulls          | KK Mega Basket             |
| 2     | 45   | Jordan Nwora         | SF      | NGR           | Milwaukee Bucks        | Louisville Cardinals       |
| 2     | 46   | Charles James Elleby | SG      | USA           | Portland Trail Blazers | Washington State Cougars   |
| 2     | 47   | Yam Madar            | PG      | ISR           | Boston Celtics         | Hapoel Tel Aviv            |
| 2     | 48   | Nico Mannion         | PG      | ITA           | Golden State Warriors  | Arizona Wildcats           |
| 2     | 49   | Isaiah Joe           | SG      | USA           | Philadelphia 76ers     | Arkansas Razorbacks        |
| 2     | 50   | Skylar Mays          | PG      | USA           | Atlanta Hawks          | LSU Tigers                 |
| 2     | 51   | Justinian Jessup     | SG      | USA           | Golden State Warriors  | Boise State Broncos        |
| 2     | 52   | Kenyon Martin Jr.    | SG      | USA           | Sacramento Kings       | IMG Academy                |
| 2     | 53   | Cassius Winston      | PG      | USA           | Oklahoma City Thunder  | Michigan State Spartans    |
| 2     | 54   | Cassius Stanley      | SG      | USA           | Indiana Pacers         | Duke Blue Devils           |
| 2     | 55   | Jay Scrubb           | SG      | USA           | Brooklyn Nets          | Logan Vols                 |
| 2     | 56   | Grant Riller         | SG      | USA           | Charlotte Hornets      | Charleston Cougars         |
| 2     | 57   | Reggie Perry         | PF      | USA           | Los Angeles Clippers   | Mississippi State Bulldogs |
| 2     | 58   | Paul Reed            | PF      | USA           | Philadelphia 76ers     | DePaul Blue Demons         |
| 2     | 59   | Jalen Harris         | SG      | USA           | Toronto Raptors        | Nevada Wolf Pack           |
| 2     | 60   | Sam Merrill          | SG      | USA           | New Orleans Pelicans   | Utah State Aggies          |

1947 · 1948 · 1949 · 1950 · 1951 · 1952 · 1953 · 1954 · 1955 · 1956 · 1957 · 1958 · 1959 · 1960 · 1961 · 1962 · 1963 · 1964 · 1965 · 1966 · 1967 · 1968 · 1969 · 1970 · 1971 · 1972 · 1973 · 1974 · 1975 · 1976 · 1977 · 1978 · 1979 · 1980 · 1981 · 1982 · 1983 · 1984 · 1985 · 1986 · 1987 · 1988 · 1989 · 1990 · 1991 · 1992 · 1993 · 1994 · 1995 · 1996 · 1997 · 1998 · 1999 · 2000 · 2001 · 2002 · 2003 · 2004 · 2005 · 2006 · 2007 · 2008 · 2009 · 2010 · 2011 · 2012 · 2013 · 2014 · 2015 · 2016 · 2017 · 2018 · 2019 · 2020 · 2021 · 2022 · 2023 · 2024